# Lepidura tenebrosa
Lepidura tenebrosa là một loài tò vò trong họ Ichneumonidae.